# Opalenica (województwo kujawsko-pomorskie)
Opalenica – wieś w Polsce, położona w województwie kujawsko-pomorskim, w powiecie brodnickim, w gminie Brodnica.

## Podział administracyjny
W latach 1975–1998 miejscowość położona była w województwie toruńskim.

## Demografia
Według Narodowego Spisu Powszechnego (III 2011 r.) liczyła 134 mieszkańców. Jest siedemnastą co do wielkości miejscowością gminy Brodnica.